# Micropeza triannulata
Micropeza triannulata är en tvåvingeart som först beskrevs av Leander Czerny 1932.  Micropeza triannulata ingår i släktet Micropeza och familjen skridflugor.
Artens utbredningsområde är Costa Rica. Inga underarter finns listade i Catalogue of Life.